# Ala di Stura
Ala di Stura est une commune italienne de la ville métropolitaine de Turin, dans la région Piémont.

## Administration
| Période                                  | Période  | Identité      | Étiquette     | Qualité |
| ---------------------------------------- | -------- | ------------- | ------------- | ------- |
| 27 Mai 2019                              | En cours | Mauro Garbani | Liste civique |         |
| Les données manquantes sont à compléter. |          |               |               |         |

### Hameaux
Pian del Tetto, Cresto, Martassina, Mondrone, Villar, Pertusetto

### Communes limitrophes
Groscavallo, Chialamberto, Ceres, Balme, Mezzenile, Lemie